# PGC 23057
LEDA/PGC 23057 (auch NGC 2537A) ist eine Balken-Spiralgalaxie vom Hubble-Typ SBc im Sternbild Luchs am Nordsternhimmel. Sie ist schätzungsweise 536 Millionen Lichtjahre von der Milchstraße entfernt und hat einen Durchmesser von etwa 95.000 Lichtjahren. Gemeinsam mit NGC 2537 bildet sie ein optisches Galaxienpaar. 
Im selben Himmelsareal befindet sich u. a. die Galaxie IC 2233.